# 4e cérémonie des Golden Globes
La 4e cérémonie des Golden Globes a eu lieu le 26 février 1947 à l'Hotel Roosevelt à Los Angeles, récompensant les films sortis en 1946 et les professionnels s'étant distingués cette année-là.

## Palmarès
- Meilleur film
  - Les Plus Belles Années de notre vie (The Best Years of Our Lives)
- Meilleur acteur
  - Gregory Peck pour le rôle d'Ezra 'Penny' Baxter dans Jody et le Faon (The Yearling)
- Meilleure actrice
  - Rosalind Russell pour le rôle de Sœur Elizabeth Kenny dans Sister Kenny
- Meilleur acteur dans un second rôle
  - Clifton Webb pour le rôle de Elliott Templeton dans Le Fil du rasoir (The Razor's Edge)
- Meilleure actrice dans un second rôle
  - Anne Baxter pour le rôle de Sophie Nelson Macdonald dans Le Fil du rasoir (The Razor's Edge)
- Meilleur réalisateur
  - Frank Capra pour La vie est belle (It's a Wonderful Life)
- Meilleure promotion pour l'entente internationale
  - La Dernière Chance (Die Letzte Chance) de Leopold Lindtberg (La récompense avait déjà été décernée.)
- Prix Spécial : Meilleure interprétation non-professionnelle
  - Harold Russell pour le rôle de Homer Parrish dans Les Plus Belles Années de notre vie (The Best Years of Our Lives)